# Z (videojuego)
Z es un videojuego de estrategia en tiempo real en 2D desarrollado por The Bitmap Brothers y comercializado en 1996, cuyo argumento se basa en la lucha entre dos ejércitos de robots (rojo y azul) por la conquista de distintos planetas.
En 2001 apareció una secuela, Z: Steel Soldiers, que significó el paso a las 3D.

## Modo de juego
A diferencia de los juegos tradicionales de estrategia en tiempo real (RTS), no existe recolección de recursos o construcción de estructuras. Por el contrario, se capturan regiones y edificaciones ya existentes con tan solo mantener unidades cerca durante un período, pudiendo entonces pasar a construir unidades.
El objetivo del juego es eliminar al adversario tomando control de su centro de mando, bien enviando unidades para tomarlo o bien destruyéndolo. Asimismo, destruir todas las unidades del enemigo también otorga la victoria.
Al comienzo de cada misión, cada bando recibe el control de un centro de mando y un reducido grupo de unidades. En los escenarios existen torretas o vehículos que pueden ser capturados por unidades, pasando a formar parte del ejército del jugador. Cuando se ataca un vehículo, es el piloto quien recibe los daños, y una vez destruido, el vehículo puede volver a ser capturado por cualquiera de los jugadores.
En el momento de su lanzamiento, el juego recibió buenas críticas por su carácter más complejo, intenso y retador comparado con otros títulos del momento, como Command and Conquer.

## Mundos
Los niveles del juego se reparten entre varios planetas, con cuatro misiones en cada uno de ellos. Una vez capturado un planeta, el ejército se mueve al siguiente. En el juego existen cinco tipos de planetas:
- Desértico: se caracteriza por una libertad casi total de movimiento.
- Volcánico: se trata de un entorno más hostil, donde las corrientes de lava no pueden atravesarse.
- Ártico: un mundo helado de nieve y hielo dividido en formaciones glaciares rocosas.
- Jungla: aparte de las dificultades del terreno, existen otro tipo de riesgos, como cocodrilos, que pueden atacar a los robots.
- Ciudad: complejos industriales con peligros por todas partes. En las zonas de agua, los robots pueden ser emboscados por monstruos de las cloacas.

## Versiones
Existen dos versiones para PC, una para ser ejecutada en MS-DOS y otra para ejecutarse en Windows 95, que recibió el nombre de Z 95 & Expansion (que proporcionaba el Zeditor y nuevos niveles). El primero de ellos se puede ejecutar en un sistema moderno a través de DOSBox. Al ser posterior, la versión para Windows 95 recibió una serie de modificaciones para mejorar la jugabilidad general y el rendimiento del juego.
También se realizaron ports para PlayStation y Sega Saturn, que fueron comercializados en 1997 y 1998, exclusivamente en Europa. Ambos fueron desarrollados por Krisalis Software y distribuidos por GT Interactive.
Desde 2011 es posible obtener el juego en AppStore y jugar en iOS.
Z95, en principio, no es compatible con Windows XP ni Windows Vista, si bien existen soluciones a esto que permiten ejecutar el juego.
Desde julio de 2014 se puede comprar en Steam.